# Tachikaze
Il Tachikaze (太刀風? lett. "Vento del fendente di spada") è stato un cacciatorpediniere della Marina imperiale giapponese, decima unità appartenente alla classe Minekaze. Fu varato nel marzo 1921 dal cantiere navale di Maizuru.
Spostato in seconda linea durante gli anni trenta, nei primi mesi delle ostilità nel Pacifico operò in supporto all'invasione delle Filippine, all'occupazione di Sumatra e delle Andamane. A cominciare dalla tarda primavera 1942 fu assegnato a compiti di scorta o di pattugliamento, espletati o da Rabaul o dalla grande base di Truk, inframmezzati da periodici controlli nei porti nipponici di Maizuru e Sasebo. Sopravvisse a diversi attacchi aerei e nel 1943 ebbe aumentata la dotazione contraerea e antisommergibile a scapito dell'armamento principale. Dopo l'ennesima missione di difesa ai convogli, si arenò vicino Truk su alcune scogliere dell'atollo Kuop e lì fu sorpreso il 17 febbraio 1944 dall'operazione Hailstone. Fu colpito da un siluro a poppavia e affondò con decine di morti a bordo.

## Servizio operativo

### Costruzione
Il cacciatorpediniere Tachikaze fu ordinato nell'anno fiscale edito dal governo nipponico nel 1918. La sua chiglia fu impostata nel cantiere navale di Maizuru il 18 agosto 1920 e il varo avvenne il 31 marzo 1921; fu completato 5 dicembre dello stesso anno. Fino ai primi anni 1930 operò nelle divisioni cacciatorpediniere di prima linea, quando fu rimpiazzato dai più recenti esemplari classe Fubuki.

### 1941-1942
Al 7 dicembre 1941, giorno dell'attacco di Pearl Harbor, il Tachikaze era al comando del capitano di corvetta Yasumi Hirasata e apparteneva alla 34ª Divisione cacciatorpediniere assieme ai gemelli Hakaze e Akikaze; il reparto era alle dipendenze dell'11ª Flotta aerea del viceammiraglio Nishizō Tsukahara. Il Tachikaze era ormeggiato a Takao, base militare di Formosa, e fino al 15 rimase in mare per trarre in salvo eventuali piloti che, di ritorno dalle varie incursioni sulle Filippine, fossero precipitati a causa di guasti o per mancanza di carburante. Dal 20 dicembre al 4 gennaio 1942, invece, difese i numerosi convogli in rotta per Luzon e altre isole filippine, quindi rientrò a Takao in attesa di un altro gruppo di cargo e mercantili: il 10 gennaio salpò con esso e cinque giorni dopo tutte le unità arrivarono nell'appena occupata Davao. Da qui il Tachikaze operò per alcune settimane come sentinella, poi scortò un altro convoglio sino a Balikpapan e tornò a Davao per riprendere i compiti di sorveglianza (3-15 febbraio). Tuttavia, pochi giorni più tardi, fu dirottato alla baia Staring a Celebes (vicino Kendari) allo scopo di irrobustire lo schermo di pattugliamento e la difesa del traffico navale locale. Il 16 marzo fu aggregato alla scorta di un convoglio che, dopo una fermata all'isola di Jolo, gettò le ancore a Singapore il 26 marzo: vi rimase sino al 1º aprile, quando salpò per appoggiare le operazioni anfibie nella Sumatra settentrionale e contro le isole Andamane, che si conclusero con successo. Rientrato a Singapore, fece rotta il 15 aprile su Maizuru assieme ad altro naviglio, che in parte si fermò a Takao; arrivò a destinazione il 26 e rimase nel locale arsenale per revisione. Una volta tornato in servizio si spostò rapidamente a Kure e partì dunque il 20 maggio con rotta sud-est, per raggiungere Saipan e infine l'atollo di Wotje nelle Marshall (31 maggio) per effettuarvi pattugliamenti e vigilare sul viavai di convogli. Dopo averne scortato uno a Rabaul (14-23 luglio), fu richiamato all'importante base in Nuova Britannia il 12 agosto e vi si fermò quattro giorni dopo. Tra il 17 e il 28 effettuò una missione di scorta a convogli destinati all'aeroporto di Taroa, un'isola dell'atollo di Maloelap, quindi il 2 lasciò Rabaul alla volta della grande base aeronavale di Truk: tuttavia fu subito dirottato a sud e l'8 si ormeggiò nella rada delle isole Shortland, dalle quali operò servizio di vigilanza esteso fino all'isola di Buka, a nord di Bougainville. Il Tachikaze fu inviato quindi a Kavieng, al largo della quale, il 23 settembre, andò incontro alla portaerei di scorta Taiyo intenta a trasportare velivoli per la base; dopo averla condotta al sicuro tornò a Rabaul il 27 e per le settimane successive condusse regolari pattugliamenti, nonché vigilanza del traffico navale, tra le due piazzeforti. Il 27 dicembre, però, fu colto di sorpresa a Rabaul da un pesante attacco aereo, una bomba scoppiò a prua sulla sinistra e il comandante Hirasata rimase ucciso; altri ordigni detonarono a poca distanza dallo scafo e aumentarono i danni. Il Tachikaze, pertanto, fu soccorso da una nave officina per rimediare ai danni più evidenti.

### 1943
Nel corso delle riparazioni il Tachikaze fu posto agli ordini del capitano di corvetta Isamu Miyazaki. Il 13 gennaio 1943 i lavori d'emergenza furono terminati e tre giorni dopo il cacciatorpediniere fu affiancato al Suzukaze (trainante l'avariato Uzuki) per scortarlo sino a Truk. Il 21 le navi entravano nella rada e il giorno dopo il solo Tachikaze procedette per Saipan, Sasebo e infine Maizuru, toccata il 29 e nel cui arsenale rimase a lungo ormeggiato per il necessario raddobbo. Peraltro durante i lavori fu modificato in accordo al suo ruolo di cacciatorpediniere di scorta: perse i cannoni numero 2 e 3, i tubi lanciasiluri a mezzanave, le mitragliatrici leggere, l'apparato sminatore e aggiunse cinque impianti binati di cannoni contraerei Type 96 da 25 mm L/60; a poppa furono sistemati quattro lanciatori di bombe di profondità con complessivi trentasei ordigni. Il dislocamento aumentò un poco e la velocità massima calò a 35 nodi.

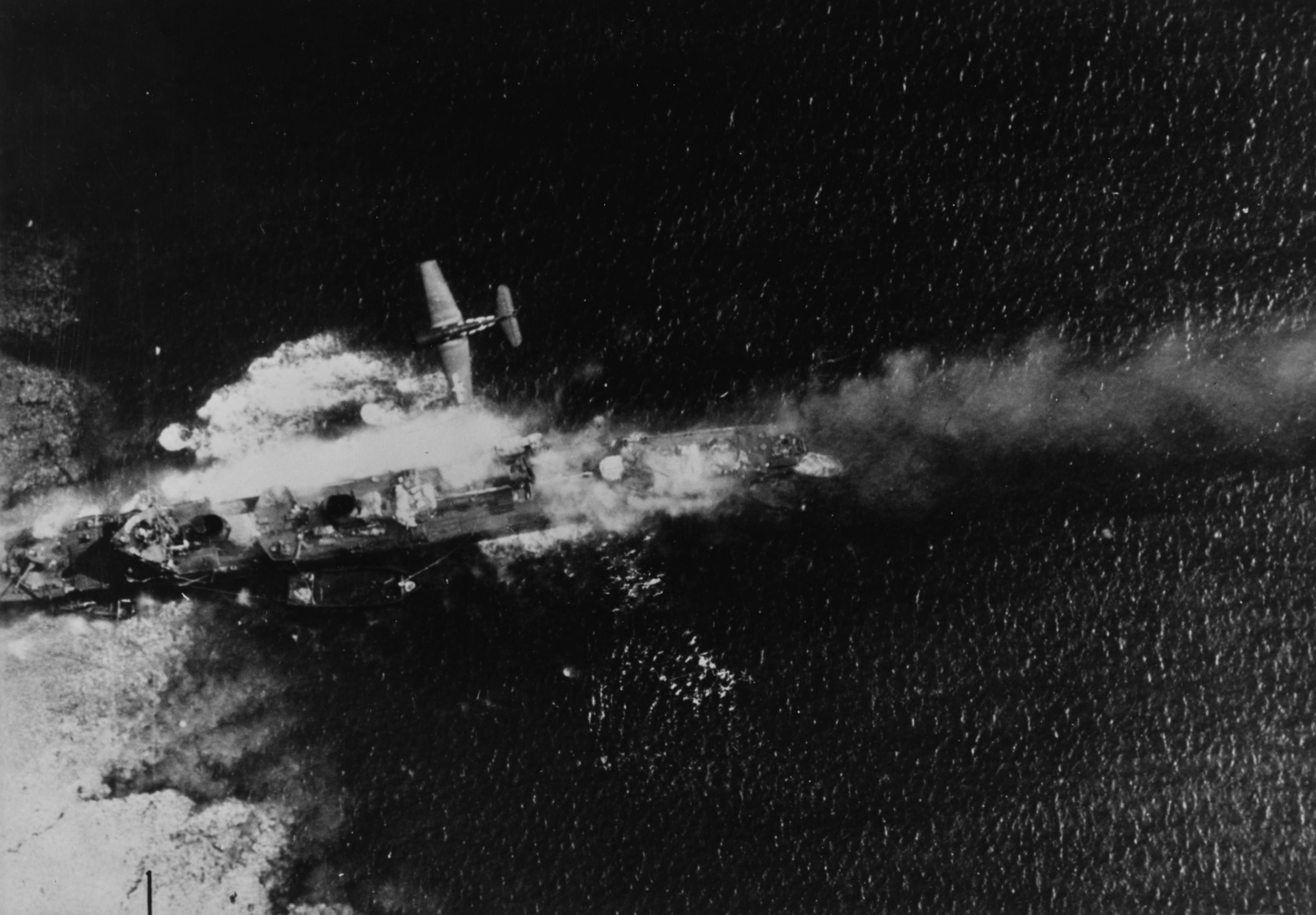
Una drammatica immagine del Tachikaze sotto attacco a Truk: si possono notare il cannone da 120 mm di prua (brandeggiato), una lancia calata in mare (forse semiaffondata) e un caccia Grumman F6F Hellcat che sorvola la nave, già fumigante

Il 10 marzo il Tachikaze salpò alla volta di Rabaul e la raggiunse il 18: fu caricato con rifornimenti e materiali e il 28 ne completò il trasferimento a Gasmata, presidio giapponese sulla costa meridionale della Nuova Britannia; un'altra missione dello stesso genere fu compiuta il 3 aprile. Nel frattempo, due giorni prima, la 34ª Divisione era stata disattivata e il Tachikaze riassegnato al quartier generale dell'11ª Flotta aerea. Il cacciatorpediniere fu assegnato a incarichi di vigilanza tra Rabaul e Wewak a partire dal 5 aprile, durante i quali subì danni superficiali in ripetuti mitragliamenti aerei; il 17 dovette rientrare alla base e affiancarsi a una nave officina, che lo rimise in efficienza dopo una decina di giorni. Il 28 aprile, dunque, poté salpare per difendere varie unità in rotta per Truk e in ultimo proseguire sino a Maizuru, dove dal 12 maggio fu oggetto di un'estesa revisione. Il 1º settembre prese il mare, fece poi tappa a Saipan e l'11, infine, si fermò a Rabaul, in tempo per essere aggregato allo schermo difensivo di un alcuni convogli in partenza per Truk: tornò alla base il 26 settembre. Dopo aver recato rifornimenti a Buka il 1º ottobre, il Tachikaze fu nuovamente coinvolto in un'incursione aerea il 12, ma riportò danni molto superficiali, tanto che il 16 ottobre poté salpare di scorta ad alcuni convogli diretti alle isole Palau, raggiunte il 1º novembre dopo una sosta a Ulithi. Quattro giorni dopo accompagnò altri mercantili a Truk e dal 10 novembre rimase di guardia nelle acque circostanti; dal 24 al 30, comunque, dovette sottoporsi a una revisione generale. Il 10 dicembre fu richiamato a Rabaul e partì subito assieme a un convoglio con la stessa destinazione: arrivò il 16 e il 22 compì un viaggio a Qavuvu (est di Capo Gloucester) per sbarcarvi rinforzi e munizioni assieme ad altri otto cacciatorpediniere. Al rientro fu assegnato alla difesa di un convoglio in rotta per Truk, dove tutte le navi si fermarono due giorni più tardi, quindi la settimana successiva il Tachikaze prese in consegna altri trasporti e mercantili in partenza per le Palau.

### 1944 e l'affondamento
Il Tachikaze completò l'ennesima missione di scorta il 10 gennaio 1944, quando entrò nella rada di Truk. Appena due giorni più tardi fu assegnato alla difesa del trasporto Nagano Maru e lo protesse sia nella traversata verso l'atollo di Satawan, sia sulla rotta del ritorno. Il 22 gennaio lasciò di nuovo Truk per vigilare su un gruppo di navi da carico inviate a Rabaul: la missione ebbe successo e il Tachikaze mise la prua sulla base atollina, ma il 4, lanciato ad alta velocità, si incagliò malamente sulle scogliere dell'atollo Kuop, sito immediatamente a sud-est dell'entrata meridionale di Truk. Subito dalla base furono inviati rimorchiatori e altri cacciatorpediniere, ma ogni sforzo per liberare il Tachikaze risultò vano. Il 17 febbraio si abbatté sull'atollo una formidabile incursione lanciata dal gruppo di portaerei della Quinta Flotta statunitense; il Tachikaze era ancora nello stesso punto (7°03′N 151°56′E) e fu mitragliato più volte, accusando numerosi morti a bordo. Infine fu raggiunto da un siluro nella sala macchine e sprofondò di poppa con i cadaveri di sessantasette membri dell'equipaggio.
Il 31 marzo 1944 la Marina imperiale giapponese rimosse il Tachikaze dai propri registri.